# تطوير خلايا الإنتاج الجنسي
في علم الأحياء التطوري، غالبًا ما تفصل الخلايا التي تؤدي إلى إنتاج الأمشاج أثناء الانقسام الجنيني. تتمايز هذه الخلايا أثناء التطورإلى خلايا تناسلية (منتشة) بدائية، وتهاجر إلى موقع الغدد التناسلية، وتشكل السلالة الجنسية للحيوان.

## تكوين البلازما التناسلية والخلايا التناسلية الأولية
يفصل الانقسام في معظم الحيوانات الخلايا التي تحتوي على بلازما الخلايا التناسلية عن الخلايا الأخرى. تقوم بلازما الخلايا التناسلية بإيقاف التعبير الجيني بشكل فعال لجعل جينوم الخلية خاملًا. تصبح الخلايا التي تعبر عن الخلايا التناسلية البدائية (PGCs) والتي تؤدي بعد ذلك إلى ظهور الأمشاج. من ناحية أخرى، يحدث تطوير الخلايا التناسلية في الثدييات عن طريق التحفيز وليس بواسطة بلازما تناسلية داخلية.

### بلازما الخلايا التناسلية في ذبابة الفاكهة
درست بلازما الخلايا التناسلية بالتفصيل في ذبابة الفاكهة (الدروسوفيلا). يحتوي القطب الخلفي للجنين على مواد ضرورية لخصوبة الذبابة. يحتوي هذا السيتوبلازم، وهو بلازم القطب، على مواد متخصصة تسمى الحبيبات القطبية والخلايا القطبية هي السلائف للخلايا التناسلية البدائية.
تنظم بلازما القطب وتحتوي على البروتينات وmRNA من جينات المجموعة الخلفية (مثل أوسكار، وجين النانو، وتودور، وفاسا، وفالوا). تلعب هذه الجينات دورًا في تطوير الخط الجرثومي لتوطين mRNA النانوية في محددات الخلايا التناسلية الخلفية وتوطينها. تفشل ذرية ذبابة الفاكهة ذات الطفرات في هذه الجينات في إنتاج الخلايا القطبية وبالتالي فهي عقيمة، ما يعطي هذه الطفرات اسم (بلا أحفاد). تلعب الجينات أوسكار وجين النانو وجين الخلايا التناسلية (gcl) أدوارًا مهمة. يعد جين أوسكار كافيًا لتوظيف الجينات الأخرى من أجل تشكيل البلازما التناسلية الوظيفية. جين النانو ضروري لمنع الانقسام الفتيلي والتمايز الجسدي ولكي تهاجر الخلايا القطبية لتعمل مثل الخلايا التناسلية البدائية. يعد جين الخلايا التناسلية ضروريًا (ولكنه غير كافٍ) لتشكيل خلية القطب. بالإضافة إلى هذه الجينات، يعمل مكون الحبيبات القطبية Pgc على منع الفسفرة وبالتالي تنشيط بوليميريز الحمض النووي الريبي II وإيقاف النسخ.

## البلازما التناسلية في البرمائيات
جرى التعرف على بلازما تناسلية مماثلة في البرمائيات في السيتوبلازم القطبي في القطب النباتي. ينتقل هذا السيتوبلازم إلى قاع الجوف الأريمي وينتهي في النهاية كمجموعة فرعية خاصة به من خلايا الأديم الباطن. على الرغم من أن البلازما التناسلية محددة لإنتاج الخلايا الجرثومية، فإنها لا تلزم هذه الخلايا بشكل لا رجعة فيه لإنتاج الأمشاج وليس أي نوع آخر من الخلايا.